# Lamproscatella
Lamproscatella is een vliegengeslacht uit de familie van de oevervliegen (Ephydridae).

## Soorten
- L. aklavik Mathis, 1979
- L. bimaculata Hendel, 1933
- L. brunnipennis (Malloch, 1923)
- L. occidentalis Mathis, 1979
- L. sibilans (Haliday, 1833)
- L. unipunctata (Becker, 1907)